# Chaoyangopteridae
Famille
Genres de rang inférieur
- † ? Apatorhamphus
- † Chaoyangopterus
- † Eoazhdarcho
- † Jidapterus
- † Lacusovagus
- † Shenzhoupterus
- † ? Microtuban

Les Chaoyangopteridae sont une famille fossile de ptérosaures Azhdarchoidea, ayant vécu au Crétacé inférieur.

## Définition
Le clade des Chaoyangopteridae a été défini pour la première fois en 2008 par Lü Junchang et David Unwin comme : « Chaoyangopterus, Shenzhoupterus, leur dernier ancêtre commun et tous les taxons plus étroitement liés à ce clade qu'à Tapejara, Tupuxuara ou Quetzalcoatlus ».

## Répartition géographique
Les Chaoyangopteridae sont principalement connus en Asie, bien que le possible membre Lacusovagus se trouve en Amérique du Sud et il existe de possibles restes fossiles en Afrique, y compris le possible membre Apatorhamphus. Microtuban pourrait prolonger l'existence du clade jusqu'au début du Crétacé supérieur.

## Description
Les chaoyangoptéridés se distinguent des autres ptérosaures par plusieurs caractéristiques de la fenêtre nasoantorbitale, un grand trou sur le côté du museau formé par l'assimilation des narines (trous de narine) dans la fenêtre antéorbitaire. Chez les membres de cette famille, la fenêtre nasoantorbitale est massive, avec le bord arrière s'étendant aussi loin que la boîte crânienne et l'articulation de la mâchoire. Le bord avant est formé par une tige d'os connue sous le nom de barre prémaxillaire, qui est inhabituellement mince chez les membres de cette famille.

## Paléoécologie
Comme leurs parents azhdarchidés, les chaoyangoptéridés étaient des prédateurs terrestres,.
Sur la base des proportions du cou et des membres, il a été suggéré qu'ils occupaient une niche écologique similaire à celle des ptérosaures azhdarchidés, bien qu'il soit possible qu'ils soient plus spécialisés car plusieurs genres se trouvent au Liaoning en Chine, tandis que les azhdarchidés se trouvent généralement par un genre à un endroit spécifique[pas clair].

## Classification
Ci-dessous se trouve un cladogramme des Chaoyangopteridae en 2021 selon Pêgas et al.  :
|  | Xericeps curvirostris       |
|  |                             |
|  | Argentinadraco barrealensis |
|  |                             |

|  | Chaoyangopterus zhangi  |
|  |                         |
|  | Jidapterus edentus      |
|  |                         |
|  | Lacusovagus magnificens |
|  |                         |

|  | Xericeps curvirostris       |
|  |                             |
|  | Argentinadraco barrealensis |
|  |                             |

|  | Chaoyangopterus zhangi  |
|  |                         |
|  | Jidapterus edentus      |
|  |                         |
|  | Lacusovagus magnificens |
|  |                         |

|  | Xericeps curvirostris       |
|  |                             |
|  | Argentinadraco barrealensis |
|  |                             |

|  | Chaoyangopterus zhangi  |
|  |                         |
|  | Jidapterus edentus      |
|  |                         |
|  | Lacusovagus magnificens |
|  |                         |

|  | Xericeps curvirostris       |
|  |                             |
|  | Argentinadraco barrealensis |
|  |                             |

|  | Chaoyangopterus zhangi  |
|  |                         |
|  | Jidapterus edentus      |
|  |                         |
|  | Lacusovagus magnificens |
|  |                         |